# Thomas R. Cech
Thomas R. Cech, född 8 december 1947 i Chicago, är en amerikansk kemist. Han tilldelades, tillsammans med Sidney Altman, Nobelpriset i kemi 1989 med motiveringen "för deras upptäckt av katalytiska egenskaper hos RNA".
Altman och Cech upptäckte att RNA inte bara har en funktion för att lagra och överföra ärftlig information i cellen utan också att olika RNA-molekyler var aktiva och deltog i den redigeringsprocess där sekvenser i andra RNA-molekyler som inte kodar för någon del av ett protein (introner), tas bort och förkastas. Innan deras upptäckt trodde man allmänt att endast proteiner kunde ha en sådan katalytisk roll. RNA-molekyler med en sådan funktion har fått namnet ribozymer.
Han tilldelades 1988 Albert Lasker Basic Medical Research Award.